# Homospora procrita
Homospora procrita là một loài bướm đêm trong họ Geometridae.